# Zlomljena piramida
Zlomljena piramida je staroegipčanska piramida v kraljevi nekropoli  v Dahšurju, približno 40 km južno od Kaira. Zgradil jo je Sneferu, faraon Starega kraljestva, ki je vladal okoli leta 2600 pr. n. št.  Piramida je  izjemen primer zgodnjega razvoja piramid v Egiptu in druga, ki jo je zgradil Sneferu. 
Spodnji del piramide ima naklon 54˚, vršni del nad višino 47 m pa je bolj položen in ima naklon 43˚, kar daje piramidi nenavaden zlomljen videz.
Arheologi so prepričani, da Zlomljena piramida predstavlja prehodno obliko med stopničasto in gladko piramido. Domneva se, da je postala zgradba zaradi prestrmega naklona  nestabilna, kar je gradbenike prisililo, da so zmanjšali naklon in se izognili njenemu zrušenju. Osnova za to domnevo je sosednje Rdeča piramida, ki jo je takoj za Zlomljeno zgradil isti faraon in ima po celi višini naklon 43˚. Tej teoriji nasprotuje teorija, ki pravi, da bi gradnja piramide z naklonom 54˚ trajala predolgo. Ker je bil Sneferu že star, so gradbeniki zmanjšali naklon, da bi pravočasno zaključili gradnjo. Leta 1974 je Kurt Mendelssohn predlagal tretji možni vzrok: naklon so zmanjšali zaradi varnosti in kot odziv na katastrofalno zrušenje Meidumske piramide, ko je bila je v gradnji.
Zlomljena piramida se od približno devetdeset drugih egipčanskih piramid razlikuje tdi po tem, da so polirane apnenčaste plošče, s katerimi je obložena, ostale skoraj nedotaknjene. Britanski gradbeni inženir Peter James to pripisuje večjim razmikom med deli obloge, kot so jih uporabljali na kasnejših piramidah. Ti razmiki naj bi delovali kot ekspanzijski zglobi in preprečevali postopno odstopanje zunanjih oblog zaradi temperaturnega raztezanja.
Uradno staro ime piramide se  na splošno prevaja kot Južna sijoča piramida ali Sneferu sije na jugu. 

## Notranji prehodi
Zlomljena  piramida ima dva vhoda. Eden od njiju je precej nizko na severni strani piramide. Do njega je bilo zgrajeno veliko leseno stopnišče za turiste, čeprav piramida za turiste ni odprta. Drugi vhod je visoko na zahodni strani piramide. Oba vhoda vodita v vsak svojo komoro z visokim zaobljenima stropom. Severni vhod vodi v komoro, ki je pod tlemi, zahodni pa do komore, ki je v telesu piramide. Odprtina na stropu severne komore je dostopna samo po majavi 15 m visoki lestvi in je skozi krajši prehod povezana s prehodom s severnega vhoda piramide. 
Zahodni prehod je blokiran z dvema kamnitima blokoma, ki se  nista spustila navpično, kot v drugih piramidah, ampak po klančini z naklonom 45˚.  Eden od blokov je bil spuščen in so skozenj že v starem veku prebili luknjo, drug blok pa je podprt s kosom cedrovega lesa. Povezovalni prehod vstopi v zahodni prehod med obema zapornima blokoma.

## Piramidni tempelj
Na vzhodni strani piramide so ostanki piramidnega templja. Tako kot pri piramidnem templju Meidumske piramide sta bili tudi za tem templjem steli, od katerih je ostalo bore malo. Na njiju ni niti sledu napisov. Od templja so ostali smo sledovi,  iz katerih je razvidno, da je bil podoben Meidumskemu.

## Satelitska piramida
Satelitska piramida je bila namenjena bivališču faraonove Ka (duše). Piramida stoji približno 55 m južno od Zlomljene piramide. Stranica piramide je merila 52,8 m, višina pa 26 m. Naklon stranskih ploskev je 44°30', kar je skoraj enako kot pri Rdeči piramidi. Zgrajena je bila iz relativno debelih blokov apnenca, postavljenih v vodoravne vrste in prekritih s slojem finega apnenca iz  Ture.  Pogrebna komora je dostopna po spuščajočem se hodniku z vhodom 1,1 m nad tlemi sredi  severne stene piramide.  Hodnik ima naklon 34°. Prvotno je bil dolg 11,6 m. Hodnik je s kratkim prehodom povezan s hodnikom, ki se z naklonom  32° 30' spušča do glavne komore.
Prehodi v piramidi so zasnovani podobno kot prehodi v Veliki piramidi v Gizi. Glavni prehod vodi do grobnice, v kateri najverjetneje nikoli ni bilo nobenega sarkofaga. Komora v središču piramide ima s konzolami podprt obokan strop in štiri metre globok jašek, ki so ga verjetno izkopali iskalci dragocenosti. Podobno kot glavna piramida ima tudi satelitska piramida v vzhodnem delu komore oltar z dvema stelama.

## Galerija
- Zlomljena piramida
- Zlomljena in satelitska piramida, v ozadju desno Rdeča piramida
- Vhod
- Pogled iz spodnje glavne komore v preddverje
- Glavna komora spodnjega sistema komor; oder in lestve so sodobne
- Ostanki piramidnega templja
- Stela iz kapele Zlomljene piramide s Snofrujevim imenom
- Satelitska piramida
- Vhod v satelitsko piramido

## Vira
- Fakhry, Ahmed (1961): The Monuments of Sneferu at Dahshur, General Organization for Government.
- Maragioglio, Vito, Rinaldi, Celeste (1963): L'Architettura delle Piramidi Menfite, parte III. Artale.